# سلنید روی
سلنید روی (به انگلیسی: Zinc selenide) با فرمول شیمیایی ZnSe یک ترکیب شیمیایی است. که جرم مولی آن 144.35 g/mol می‌باشد. شکل ظاهری این ترکیب، جامد زرد روشن است.